# Osada-Wola
Osada-Wola es un pueblo de Polonia situado en Mazovia. Según el censo de 2011, tiene una población de 39 habitantes.
Se encuentra en el municipio (gmina) de Ojrzeń, perteneciente al distrito (powiat) de Ciechanów, aproximadamente a 7 km al sur de Ojrzeń, 19 km al suroeste de Ciechanów y 65 km al noroeste de Varsovia. 
Entre 1975 y 1998 perteneció al voivodato de Ciechanów.